# Dolichiscus floridanus
Dolichiscus floridanus är en kräftdjursart som först beskrevs av Richardson 1900.  Dolichiscus floridanus ingår i släktet Dolichiscus och familjen Austrarcturellidae. Inga underarter finns listade i Catalogue of Life.